# Zaprionus momorticus
Zaprionus momorticus är en tvåvingeart som beskrevs av Graber 1957. Zaprionus momorticus ingår i släktet Zaprionus och familjen daggflugor.
Artens utbredningsområde är Kongo-Kinshasa. Inga underarter finns listade i Catalogue of Life.